# Bronisław Kaper
Bronisław Kaper (ur. 5 lutego 1902 w Warszawie, zm. 26 kwietnia 1983 w Los Angeles, USA) – polski kompozytor żydowskiego pochodzenia, głównie muzyki filmowej i teatralnej, laureat Oscara (1954) za ścieżkę dźwiękową do filmu Lili (1953).

## Życiorys
Pochodził z zamożnej żydowskiej rodziny. W 1919 zdał maturę w gimnazjum im. Stanisława Staszica w Warszawie. Za namową ojca rozpoczął studia prawnicze, ale ich nie ukończył (wg Izabeli Czajki-Stachowicz został relegowany za wszczęcie bójki w jej obronie, kiedy na uczelni została słownie zaatakowana przez antysemitę).
Studiował następnie w Warszawskim Konserwatorium w klasie fortepianu i kompozycji, następnie ukończył jedną z uczelni muzycznych w Berlinie. Jeszcze w czasie studiów zaczął komponować muzykę dla warszawskich kabaretów oraz teatrzyków rewiowych. W Niemczech zainteresował się filmem i to jemu poświęcił resztę zawodowego życia. W 1933, po dojściu do władzy Hitlera, wyemigrował do Paryża, gdzie został odkryty przez Louisa B. Mayera, szefa wytwórni filmowej MGM, którego zachwyciła kompozycja „Ninon”, wykonywana przez Jana Kiepurę. Jeszcze w tym samym roku Mayer podpisał kontrakt z Kaperem. Ich owocna współpraca trwała 28 lat. W Hollywood skomponował ilustracje muzyczne do blisko 150 filmów. Był czterokrotnie nominowany do Oscara, nagrodę zdobywając raz, w 1954, za muzykę do musicalu Lili w reżyserii Charlesa Waltersa. Pracował również na Broadwayu.
W czasie, kiedy był członkiem Amerykańskiej Akademii Filmowej, przyczynił się do dostrzeżenia polskiego kina w Stanach Zjednoczonych, co bezpośrednio przełożyło się na liczbę nominacji do Oscara w latach 60. i 70.
Był współtwórcą musicalu Polonaise opartego na motywach muzyki Fryderyka Chopina. W rolach głównych wystąpiło małżeństwo – Jan Kiepura i Mártha Eggerth.
Kaper dziś jest głównie pamiętany jako twórca jazzowych standardów, szczególnie dwóch o światowym zasięgu: „On Green Dolphin Street” i „Invitation”. Pierwszy skomponowany został przez Kapera w roku 1947 (słowa napisał Ned Washington), jako główny temat do filmu MGM pod tytułem „Green Dolphin Street”, stał się światowym szlagierem. Spopularyzował go Miles Davis. Drugi utwór powstał w 1950, jako temat do filmu A Life of Her Own, ale rozgłos zyskał dwa lata później, już ze słowami Paula Webstera, jako... główny temat do filmu pod tym samym tytułem (Invitation, 1952). O klasie kompozycji świadczy, jak wielu wybitnych muzyków interpretowało ten temat: w 1958 roku sięgnął poń John Coltrane (nagranie ukazało się cztery lata później, na płycie „Standard Coltrane”), nagrywali go także Joe Henderson, George Benson, Pat Metheny i inni. Z kolei w 1962 Kaper nominowany został do Oscara za muzykę do filmu Bunt na Bounty, zaś główny motyw „Follow Me” stał się kolejnym standardem światowej muzyki rozrywkowej. Został pochowany na Hollywood Forever Cemetery w Los Angeles.

## Twórczość
- 1931: The Big Attraction
- 1931: His Highness Love
- 1931: Marriage with Limited Liability
- 1932: A Mad Idea
- 1932: Scandal on Park Street
- 1932: Three on a Honeymoon
- 1933: Honeymoon Trip
- 1933: Madame Wants No Children
- 1933: A Song for You
- 1933: All for Love
- 1935: Escapade
- 1940: The Captain Is a Lady
- 1941: Rage in Heaven
- 1941: Czekoladowy żołnierz
- 1943: Above Suspicion
- 1944: Gasnący płomień
- 1944: Pani Parkington
- 1949: The Great Sinner
- 1950: Uszczęśliwić kobietę
- 1951: The Red Badge of Courage
- 1953: The Naked Spur
- 1953: Aktorka
- 1953: Lili
- 1954: Them!
- 1955: The Prodigal
- 1955: The Glass Slipper
- 1955: The Adventures of Quentin Durward
- 1956: The Swan
- 1956: Między linami ringu
- 1957: The Barretts of Wimpole Street
- 1957: Jet Pilot
- 1957: Don’t Go Near the Water
- 1958: Bracia Karamazow
- 1958: Auntie Mame
- 1959: Zielone domostwa
- 1959: The Scapegoat
- 1960: Home from the Hill
- 1960: Butterfield 8
- 1961: Ada
- 1962: Bunt na Bounty
- 1964: Kisses for My President (1964)
- 1965: Lord Jim
- 1967: Parszywa dwunastka
- 1967: Tobruk
- 1967: The Way West
- 1968: Counterpoint
- 1968: A Flea in Her Ear

## Nagrody i nominacje
- 1941 – nominacja do Oscara za muzykę do Czekoladowego żołnierza (wspólnie z Herbertem Stothartem)
- 1953 – Oscar za muzykę do musicalu Lili
- 1962 – nominacja do Oscara za muzykę do filmu Bunt na Bounty
- 1962 – nominacja do Oscara za piosenkę Follow Me do filmu Bunt na Bounty

## Pisownia imienia i nazwiska
Urząd imigracyjny USA popełnił błąd w zapisie pisowni imienia Kapera, odczytując literę „w” w imieniu jako „u”. Dlatego w źródłach pojawia się dość często nieprawidłowy zapis Bronislau Kaper. Spotyka się także zapis Bronislaw Kapper, Benjamin Kapper, jak też pseudonim Edward Kane.